# Athrotaxis laxifolia
Athrotaxis laxifolia, el cedro de Tasmania, es una especie arbórea de la familia de las Cupresáceas, endémico de Tasmania en Australia, donde crece a 1.000-1.200 m de altitud.

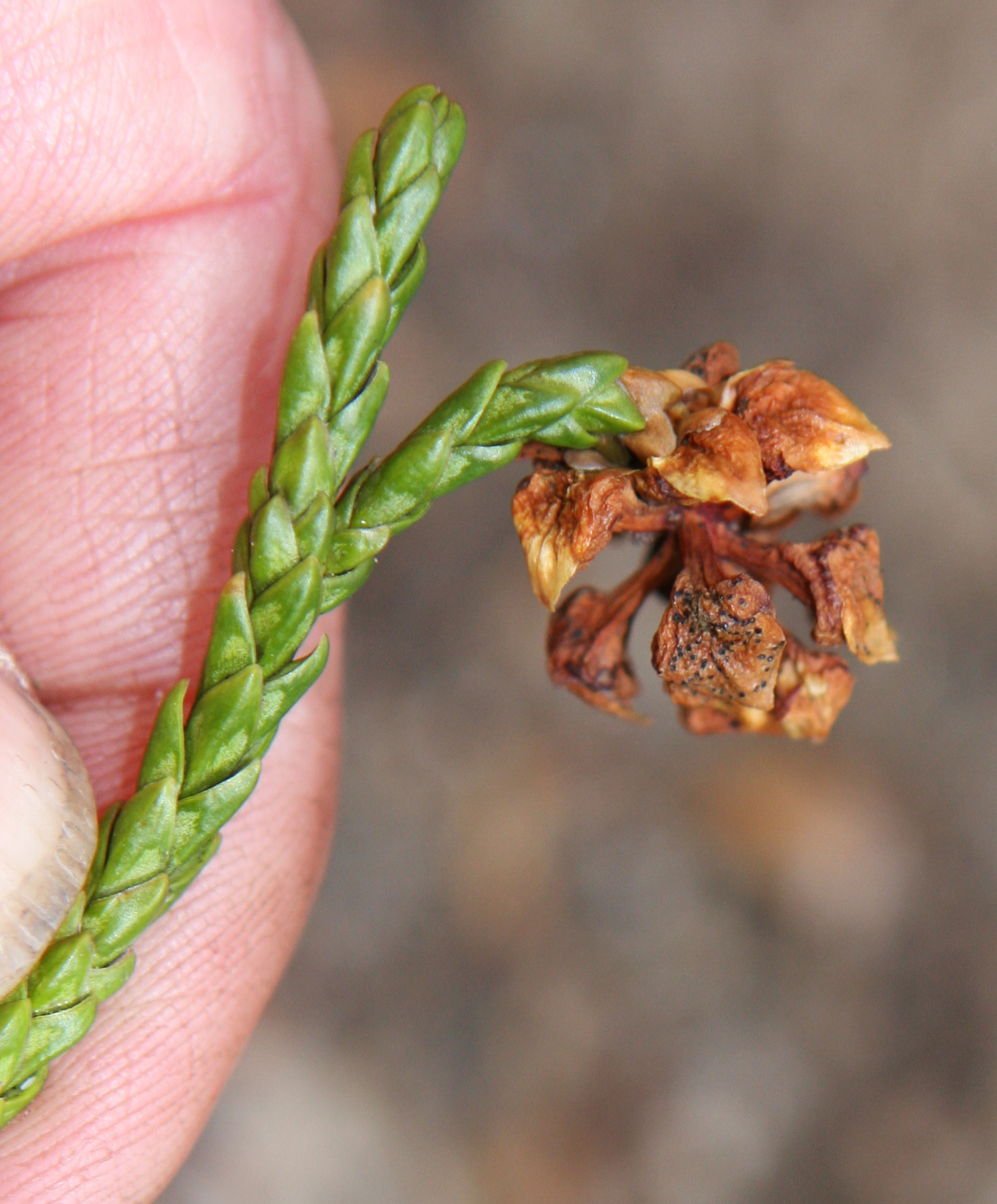
Cono

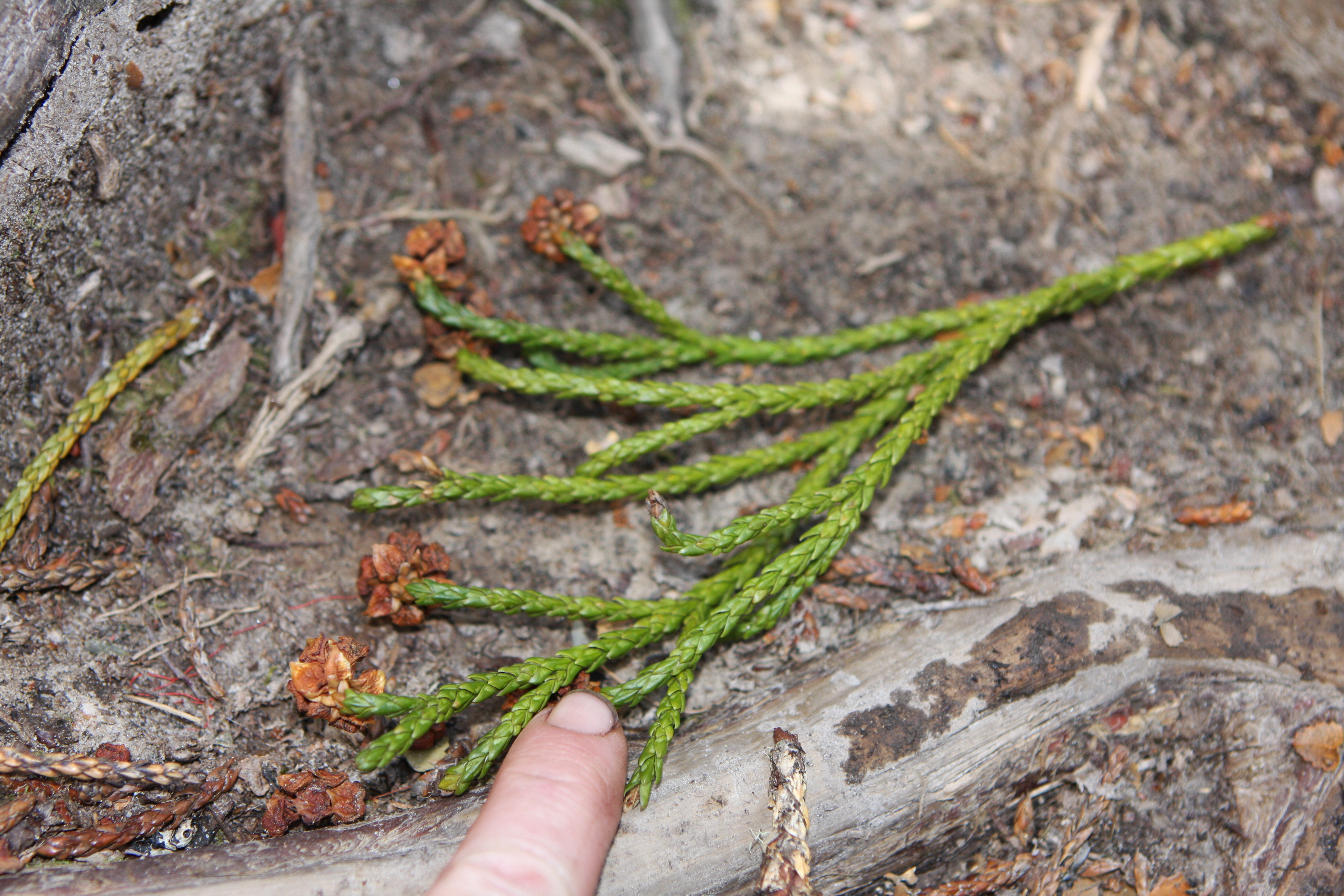
Follaje

## Descripción
Es una conífera siempreverde que alcanza los 10–20 m de alto, con un tronco de hasta 1 m de diámetro. Las hojas son escamosas, 4–12 mm de largo y 2–3 mm de ancho, colocadas en forma de espiral sobre las ramitas. Los conos son globosos oblongos, de 15–26 mm de largo y 14–20 mm de diámetro, con 14–18 escamas dispuestas en espiral; maduran alrededor de seis meses después de la polinización. Los conos de polen tienen 3–5 mm de largo.
Su estatis en forma silvestre es poco conocido; es la especie más rara de las tres que componen el género Athrotaxis. En muchos aspectos es una forma intermedia entre el cedro de Tasmania (Athrotaxis cupressoides) y el cedro del rey Guillermo (Athrotaxis selaginoides), y existe la fuerte sospecha de que sea un híbrido natural entre esas dos especies; sin embargo, la evidencia genética de esto no es concluyente.

## Distribución y hábitat
Fuera de su zona de distribución originaria, se cultiva ocasionalmente como árbol ornamental en Europa noroccidental. A pesar de ser el más raro de los tres en su estado silvestre, es el Athrotaxis que se planta con mayor frecuencia en cultivos, aunque aún se ve sólo en las colecciones más grandes; árboles en Irlanda han alcanzado los 20 m de alto.

## Taxonomía
Athrotaxis laxifolia fue descrita por William Jackson Hooker y publicado en Icones Plantarum n.s.,: 2, t. 573. 1843.
Etimología
Athrotaxis: nombre genérico que proviene de dos palabras griegas: athros = "lleno", y taxis = "arreglo", en referencia a la disposición de la superposición de las hojas.
laxifolia: epíteto compuesto latíno que significa "con hojas laxas".
Sinonimia
- Athrotaxis × doniana Henkel & W.Hochst.	[9]